# 몬트리올 거래소

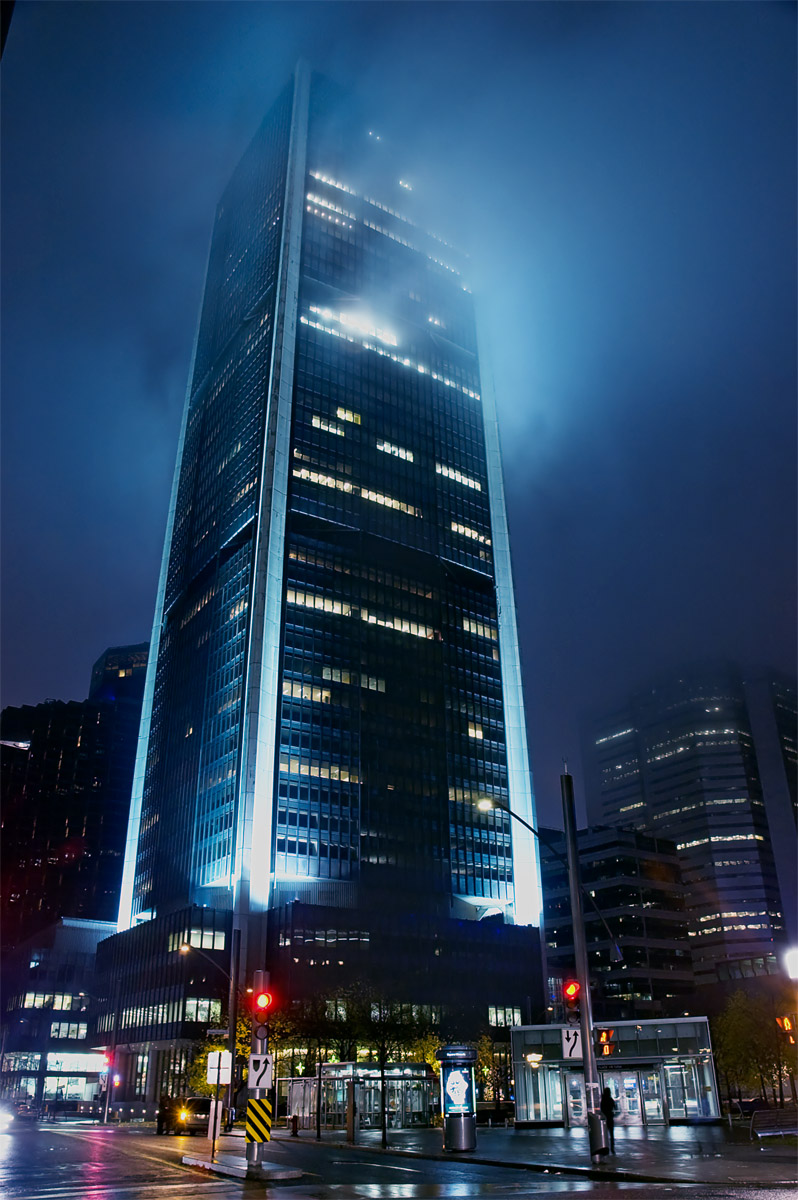

몬트리올 거래소(MX, 프랑스어: Bourse de Montréal)는 캐나다 퀘벡주 몬트리올에 소재한 증권거래소이다. 토론토 증권거래소도 보유하는 TSX Group(티에스엑스 그룹)이 경영하고 있다.